# Nieuw-Zeeland op de Olympische Jeugdwinterspelen 2012
Nieuw-Zeeland was een van de landen die deelnam aan de Olympische Jeugdwinterspelen 2012 in Innsbruck, Oostenrijk.

## Deelnemers en resultaten
(m) = mannen, (v) = vrouwen 

### Alpineskiën
| Olympiër          | Onderdeel           | Resultaat | Prestatie                        |
| ----------------- | ------------------- | --------- | -------------------------------- |
| Harry Izard-Price | super g (m)         | 31e       | 1.09,52 (+5,07)                  |
| Harry Izard-Price | supercombinatie (m) | 22e       | 1.48,28 (+7,83) (1.07,66, 40,62) |
| Harry Izard-Price | reuzenslalom (m)    | 14e       | 1.57,07 (+5,37) (1.00,76, 56,31) |
| Harry Izard-Price | slalom (m)          | 23e       | 1.29,17 (+10,81) (46,12, 43,05)  |
|                   |                     |           |                                  |
| Piera Hudson      | super g (v)         | 17e       | 1.08,06 (+2,28)                  |
| Piera Hudson      | supercombinatie (v) | 16e       | 1.47,80 (+6,98) (1.07,52, 40,28) |
| Piera Hudson      | reuzenslalom (v)    | -         | - (-) (1.00,51, DNF)             |
| Piera Hudson      | slalom (v)          | 15e       | 1.29,62 (+9,86) (47,93, 41,69)   |

### Biatlon
| Olympiër       | Onderdeel                | Resultaat | Prestatie                       |
| -------------- | ------------------------ | --------- | ------------------------------- |
| Olivia Thomson | 6 km sprint (v)          | 45e       | 23.41,4 (+6.13,7) pen.: 1 (0+1) |
| Olivia Thomson | 7,5 km achtervolging (v) | 45e       | +15.39,0 pen.:2 (0+0+2+0)       |

### Curling
| Olympiër                                             | Onderdeel      | Resultaat   | Prestatie |
| ---------------------------------------------------- | -------------- | ----------- | --- |
| Luke Steele David Weyer Eleanor Adviento Kelsi Heath | gemengd team   | 13e         | Voorronde: blauwe groep 2-06 Zwitserland 2-10 Verenigde Staten 7-06 China 7-06 Estland 6-07 Noorwegen 4-09 Tsjechië 4-09 Zuid-Korea |
|                                                      |                |             | |
| Luke Steele + SWE Johanna Heldin                     | dubbeltoernooi | 1/16 finale | 1/32F: 9-8 GBR Angharad Ward + NOR Markus Skogvold 1/16F: 3-10 RUS Marina Verenich + USA Korey Dropkin                              |
| David Weyer + ITA Denise Pimpini                     | dubbeltoernooi | 1/32 finale | 1/32F: 5-8 GBR Rachel Hannen + CZE Marek Cernovsky                                                                                  |
| Eleanor Adviento + SUI Romano Meier                  | dubbeltoernooi | 1/32 finale | 1/32F: 7-8 USA Taylor Anderson + GBR Dunzan Menzies                                                                                 |
| Kelsi Heath + CAN Thomas Scoffin                     | dubbeltoernooi | 1/16 finale | 1/32F: 9-5 JPN Mizuki Kitaguchi + GBR Thomas Muithead 1/16F: 5-6 CZE Zuzana Hruzova + RUS Mikhail Vaskov                            |

### Freestyleskiën
| Olympiër         | Onderdeel     | Resultaat | Prestatie                          |
| ---------------- | ------------- | --------- | ---------------------------------- |
| Sam Andrews      | ski-cross (m) | 18e       | 1.02,74                            |
| Beau-James Wells | half pipe (m) | 4e        | 83,75 (85,50, 83,75)               |
|                  |               |           |                                    |
| Samantha Poots   | half pipe (v) | 7e        | niet gekwalificeerd voor de finale |

### IJshockey
| Olympiër       | Onderdeel                 | Resultaat | Prestatie                                |
| -------------- | ------------------------- | --------- | ---------------------------------------- |
| Callum Burns   | vaardigheidswedstrijd (m) | 4e        | 19 punten (kwalificatie: 4e (21 punten)) |
|                |                           |           |                                          |
| Libby-Jean Hay | vaardigheidswedstrijd (v) | 8e        | 12 punten (kwalificatie: 8e (15 punten)) |

### Rodelen
| Olympiër      | Onderdeel | Resultaat | Prestatie                          |
| ------------- | --------- | --------- | ---------------------------------- |
| Matheson Hill | enkel (m) | 25e       | 1.24,034 (+4,431) (42,677; 41,357) |

### Snowboarden
| Olympiër      | Onderdeel      | Resultaat | Prestatie                                                            |
| ------------- | -------------- | --------- | -------------------------------------------------------------------- |
| Hamish Bagley | halfpipe (m)   | 10e       | Finale: 10e (57.25) Halve finale: 5e (68.50) QF Serie: 5e (64.75) QS |
| Hamish Bagley | slopestyle (m) | -         | Serie: DNS                                                           |
| Tim Herbert   | slopestyle (m) | 21e       | Serie: 10e (57.00)                                                   |